# كريستيان ماروجو
كريستيان ماروجو (بالإسبانية: Christian Marrugo) (18 يوليو 1985 بكارتاهينا في كولومبيا - ) هو لاعب كرة قدم كولومبي في مركز الوسط. شارك مع منتخب كولومبيا لكرة القدم. أما مع النوادي، فقد لعب مع أتلتيكو ناسيونال وإنديبندينتي ميديلين وإنديبنديينتي سانتا في وديبورتيفو كالي ونادي باتشوكا وتيبورونيس روخوس دي فيراكروز وديبورتيس توليما.

## مسيرته الكروية
لعب كريستيان ماروجو خلال مسيرته الاحترافية مع 9 أندية في ثلاثة وعشرون موسمًا وسجل خلالها 75 هدفًا ضمن 557 مباراة. ولم يفز بأي موسم بالكأس وفاز في موسمين بالدوري.
خاض كريستيان ماروجو مسيرته مع نادي أتلتيكو ناسيونال في موسم 2002 ليلعب معه خمسة مواسم، مشاركًا في 90 مباراة سجل خلالها 5 أهداف. ثم انتقل إلى نادي إنديبنديينتي سانتا في في عامي 2006-2008 ولمدة موسمين، حيث شارك في 51 مباراة سجل خلالها 13 هدفًا. لينتقل بعدها إلى نادي ديبورتيس توليما في موسم 2008 ليلعب معه خمسة مواسم، مشاركًا في 189 مباراة سجل خلالها 26 هدفًا. ثم انتقل إلى نادي باتشوكا في موسم 2012–13 لمدة موسم واحد، مشاركًا في 11 مباراة ولم يسجل أي هدف. هذا وانتقل لاحقًا إلى نادي تيبورونيس روخوس دي فيراكروز في موسم 2013–14 لمدة موسم واحد، مشاركًا في 16 مباراة سجل خلالها هدفين. ثم انتقل بعدها إلى نادي إنديبندينتي ميديلين في موسم 2014 ليلعب معه أربعة مواسم، مشاركًا في 102 مباراة سجل خلالها 21 هدفًا. ليعود وينتقل من جديد، لكن هذه المرة إلى نادي بويبلا في موسم 2017–18 في المرة الأولى لمدة موسم واحد ثم في موسم 2019–20 لمدة موسم واحد، مشاركًا طوالها في 54 مباراة سجل خلالها 5 أهداف. لينتقل بعدها إلى نادي ميلوناريوس في عامي 2018-2020 ولمدة موسمين، مشاركًا في 31 مباراة سجل خلالها 3 أهداف.

## وصلات خارجية
- كريستيان ماروجو على موقع الاتحاد الدولي (مؤرشف)  (الإنجليزية)
- كريستيان ماروجو على موقع إي إس بي إن إف سي (الإنجليزية)
- كريستيان ماروجو على موقع قاعدة بيانات كرة القدم.إي يو (الإنجليزية)
- كريستيان ماروجو على موقع ناشيونال فوتبول تيمز (الإنجليزية)
- كريستيان ماروجو على موقع Soccerway.com (الإنجليزية)
- كريستيان ماروجو على موقع AS.com (الإسبانية)